# Kevin J. O'Connor (diễn viên)
Kevin James O'Connor (sinh ngày 15/11/1963) là nam diễn viên người Mỹ. O'Connor được biết đến qua các phim điện ảnh như There Will Be Blood, The Mummy, Lord of Illusions, F/X2 hay Van Helsing.

## Thời thơ ấu
Kevin J. O'Connor sinh ra tại Chicago, Illinois. Ông là con trai của ông James O'Connor, một sĩ quan cảnh sát Chicago, và bà Patricia Connelly, một giáo viên. Ông có một em trai tên Christopher O'Connor, cũng làm nghề giáo viên. Năm 1988, ông kết hôn với Jane Elizabeth Unrue.

## Danh sách phim

### Truyền hình
| Năm       | Tên                          | Vai                    | Ghi chú                                   |
| --------- | ---------------------------- | ---------------------- | ----------------------------------------- |
| 1979      | Hawaii Five-O                | Kỹ sư phòng thí nghiệm | Tập: "Use a Gun, Go to Hell"              |
| 1980      | Bogie                        | Humphrey Bogart        |                                           |
| 1988      | Tanner '88                   | Hayes Taggerty         | 7 tập                                     |
| 1991      | Law & Order                  | Patrick McCarter       | Tập: "The Troubles"                       |
| 1994      | Birdland                     | Ông Horner             | 7 tập                                     |
| 2000      | The Others                   | Warren Day             | 13 tập                                    |
| 2001      | Gideon's Crossing            | Michael Pirandello     | Tập: "The Mistake"                        |
| 2004      | Century City                 | Henry Krell            | Tập: "A Mind is a Terrible Thing to Lose" |
| 2005      | Law & Order: Criminal Intent | Evan Chapel            | Tập: "Grow"                               |
| 2009      | The Beast                    | Harry Conrad           | 13 tập                                    |
| 2012–2013 | The Mob Doctor               | Stavos Kazan           | 9 tập                                     |
| 2016      | 11.22.63                     |                        | 5 tập                                     |
| 2017      | The Blacklist                | Calvin Dawson          | Tập: "The Travel Agency (No. 90)"         |